# Wally Kinnear
Pour les articles homonymes, voir Kinnear.
William Nicoll Duthie Kinnear, dit Wally Kinnear, né le 3 décembre 1880 à Marykirk et mort le 5 mars 1974 à Leicester, est un rameur britannique.

## Carrière
Il remporte la médaille d'or de skiff aux Jeux olympiques de 1912 à Stockholm.
Il intègre le Scottish Sports Hall of Fame en 2007.